# پوکولا (اکلاهما)
پوکولا(به انگلیسی: Pocola) شهری در ایالت اکلاهما کشور ایالات متحده آمریکا است که جمعیت آن در سرشماری سال ۲۰۱۰ میلادی، ۴٬۰۵۶ نفر بوده‌است.